# Брихат-парашара-хора-шастра
«Бриха́т-пара́шара-хо́ра-ша́стра» (санскр. बृहत्पाराशरहोराशास्त्र, IAST: Bṛhat Parāśara Horāśāstra) — классический трактат по джьотишу (ведийской астрологии), записанный на санскрите. Трактат состоит из 4 тыс. шлок (строф) в 100 главах. Это самый объёмный североиндийский текст по традиционному джьотишу. Он даёт подробную информацию о предсказательных техниках джьотиша и его принципах. Согласно традиции джьотиша, текст датируется 3 тыс. до н. э. и его автором является ведийский мудрец Парашара. Считатется, что текст трактата долгое время устно передавался из поколения в поколение.
Учёные датируют текст VII — VIII веками нашей эры и считают его средневековой компиляцией. 
В трактате повествуется о шестнадцати раши-варгах (частях знаков зодиака), правилах их использования, аспектах раши и граха (знаков и планет). Также в книге говорится о свойствах двенадцати бхава (домов) и их управителей и расположении управителей домов гороскопа в других домах. Трактат также рассматривает качества грах (девяти небесных тел – наваграх) и упаграха (вторичных небесных тел и астрологических точек), способы вычисления каракамша (сути планеты), всевозможных йогах (планетных комбинациях и соединениях), планетных периодах, подпериодах и субпериодах, системе Аштака-варга и её использовании, объясняет правила интерпретации женских космограм, описывает планетные лучи и раскрывает другие аспекты джьотиша.

## Переводы
- Перевод с санскрита на английский Гириша Чанда Шармы (1994), перевод с английского на русский Антона Кузнецова (2001, 2006 – второе издание);
- Перевод с санскрита на английский Ома Пракаша Паливала и Умы Шанкары Паливалы (2021), перевод с английского на русский Георгия Сушкова (2022)
- Перевод коллектива авторов по нескольким источникам с комментариями Олега Толмачёва (2024)